# Australian Broadcasting Corporation
A Australian Broadcasting Corporation (ABC; em português: Corporação de Radiodifusão Australiana) é uma empresa de radiodifusão pública australiana. É financiada principalmente por subsídios diretos do governo australiano e é administrada por um conselho nomeado pelo governo. A ABC desempenha um papel importante na independência jornalística e é fundamental na história da radiodifusão na Austrália.
A ABC tem suas origens na Australian Broadcasting Company, que começou em 1924 como uma empresa privada. Foi substituída em 1932 pela Australian Broadcasting Commission, adotando seu nome atual em 1983. Modelada com base na britânica British Broadcasting Corporation (BBC), a ABC originalmente foi financiada por uma taxa de licença. As taxas foram abolidas em 1973 e substituídas por repasses diretos do governo, bem como receitas de atividades comerciais relacionadas à sua missão central de radiodifusão. Embora seja uma empresa pública financiada pelo governo, ABC tem sua independência editorial garantida por uma lei de 1983.
Atualmente, a ABC administra várias estações de rádio FM e DAB nacionais, 60 emissoras locais, cinco canais de televisão, serviços de multimídia, um canal pago internacional (ABC Australia) e um serviço online internacional (Radio Australia). A sede da empresa está em Sydney, no estado de Nova Gales do Sul.
A ABC é um membro ativo da União Asio-Pacífico de Radiodifusão (ABU) e membro associado da União Europeia de Radiodifusão.

## História
A primeira estação de rádio pública na Austrália foi a "2SB", lançada em 23 de novembro de 1923 em Sydney. A ela se juntaram outras estações nas principais cidades do país: Melbourne, Brisbane, Adelaide, Perth e Hobart. Quatro anos depois, o governo australiano as reuniu em uma empresa pública denominada National Broadcasting Service (NBS) e adotou um modelo de radiodifusão pública inspirado na BBC britânica: seria financiada por um imposto direto, sem possibilidade de veiculação de publicidade.
Entre 1929 e 1932, a programação foi terceirizada para um consórcio, a Australian Broadcasting Company. Vencido o contrato, em 1 de julho de 1932, o governo instituiu a Australian Broadcasting Commission (ABC), que substituiria a NBS e passaria a controlar as 12 emissoras públicas existentes, bem como a produção de programas. Inicialmente, cada cidade se encarregava de seus próprios programas; em 1933 foram introduzidas as transmissões ao vivo e, em 1935, a possibilidade de transmitir programas gravados.
Durante a década de 1930, a emissora teve dificuldade em oferecer boletins informativos devido à pressão de Keith Murdoch, um magnata da imprensa australiana, que via o novo meio como uma ameaça ao seu negócio. Entre 1932 e 1935, os boletins eram transmitidos em nível local e, a partir de 1936, havia um boletim informativo comum para todos os estados, exceto a Austrália Ocidental. Além disso, durante a Segunda Guerra Mundial, foi criada a estação de rádio internacional em ondas curtas Radio Australia.
Em 5 de novembro de 1956, a ABC iniciou as transmissões de televisão, com o lançamento do canal de Sydney (ABN-2), três meses antes da primeira televisão privada, e em 19 de novembro do mesmo ano foi lançado o canal de Melbourne (ABV-2). Ambos os serviços chegaram a tempo de cobrir os Jogos Olímpicos de Verão de 1956 e contavam com uma unidade de transmissão móvel desde o início. As demais cidades australianas começaram a ter seu próprio canal de televisão público a partir de 1960 e, um ano depois, a rede nacional ABC TV seria estabelecida. Em 1975, foram introduzidas as transmissões em FM e a televisão em cores no formato PAL.
O imposto direto para financiar a ABC foi eliminado em 1973 e substituído por subsídios diretos do orçamento do governo federal. Desde 1978, existem duas emissoras públicas na Austrália: ABC, voltada para toda a população australiana, e Special Broadcasting Service (SBS), com vocação multicultural.
Em 1 de julho de 1983, uma lei renomeou a empresa pública para Australian Broadcasting Corporation ("Corporação de Radiodifusão Australiana"). A nova estrutura reforçou seu papel de serviço público ao separar os departamentos de rádio e televisão, dando-lhes independência editorial e financeira e oferecendo programas voltados para a população aborígine. Em 1985, houve uma reestruturação dos serviços de rádio da ABC: a primeira estação passou a ser a rede de estações locais (ABC Local Radio), enquanto a segunda rede passou a ser a Radio National.
Em 2001, foi lançada a televisão digital terrestre e em 2008 começaram as transmissões de rádio digital (DAB).

## Organização

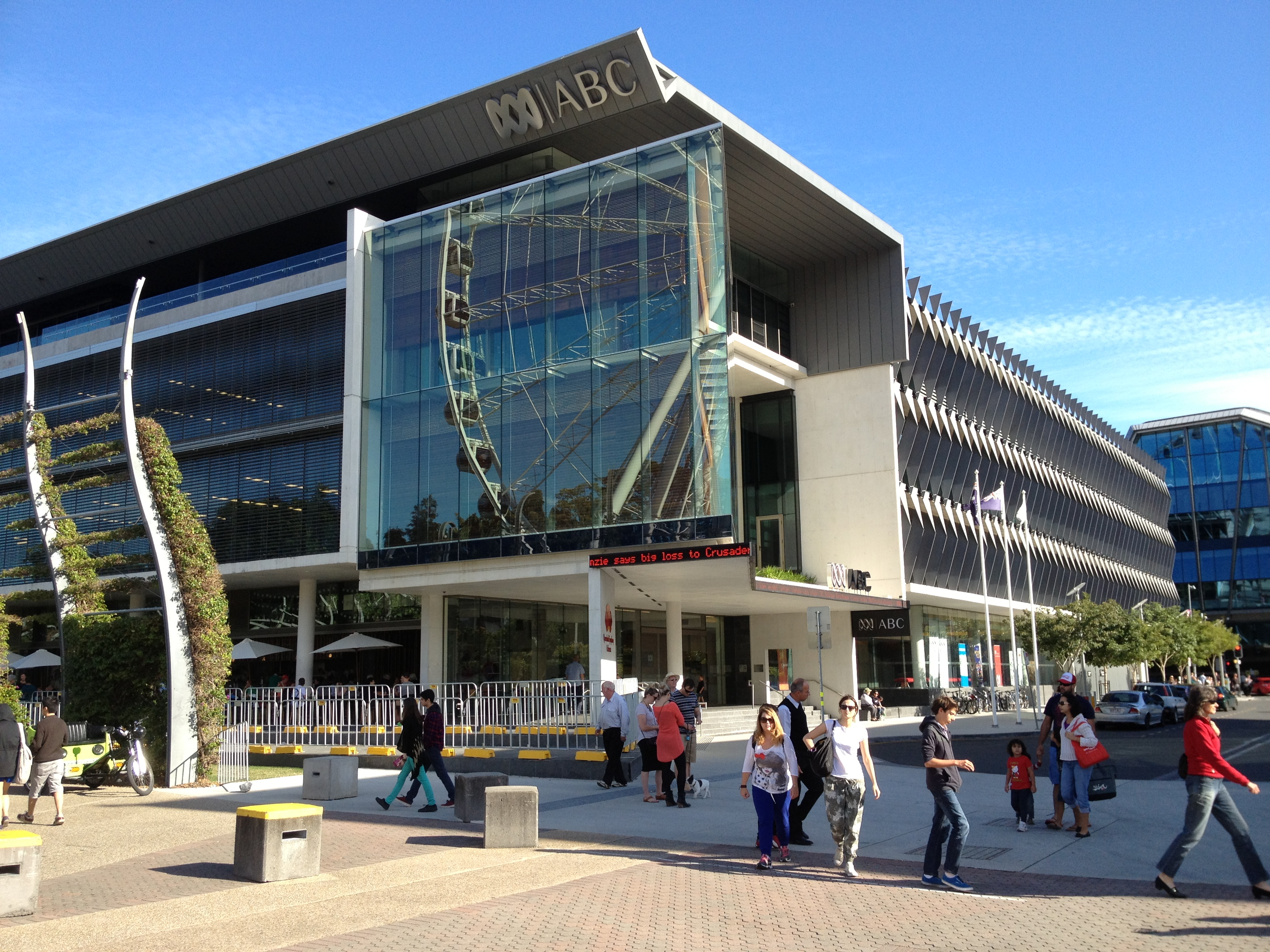
Sede regional da ABC em Brisbane

A ABC é uma empresa de direito público de propriedade do Estado. De acordo com a Lei da Corporação Australiana de Radiodifusão de 1983 (Australian Broadcasting Corporation Act 1983), é uma empresa financiada com dinheiro do contribuinte australiano e independente do poder político e econômico. Sua sede está localizada em Ultimo, Sydney, no estado de Nova Gales do Sul. Também tem oito sedes regionais e 56 escritórios em todo o país; onze correspondentes (Bangkok, Beirute, Jerusalém, Londres, Nairóbi, Nova Délhi, Pequim, Port Moresby, Tóquio, Washington, D.C. e Jacarta) e uma ampla rede de enviados especiais. Em julho de 2020, possuía 3.730 funcionários, abaixo dos 4.649 em 2019.
O órgão de direção é o Conselho de Administração (ABC Board), que tem por missão zelar pela independência editorial, pela integridade da empresa e pelo cumprimento da lei em vigor. É composto pelo presidente, pelo diretor-geral, por um diretor eleito pelos funcionários, e entre cinco e seis executivos. O mandato é de cinco anos, prorrogável por mais cinco. No processo de nomeação de novos membros, o Ministro das Comunicações segue as recomendações de um painel independente que seleciona os candidatos. Os interessados devem comprovar experiência na mídia, finanças ou em qualquer outro campo relevante para a radiodifusão pública. Caso o selecionado não tenha sido proposto pelo painel, o ministro deve justificar sua escolha perante o Parlamento da Austrália.
A ABC também possui um Conselho Assessor (Advisory Board), formado por doze membros representantes da sociedade civil australiana, que supervisiona a programação e conformidade do serviço público.

### Sedes regionais
| Estado ou territorio              | Sede central |
| --------------------------------- | ------------ |
| Austrália Meridional              | Adelaide     |
| Austrália Ocidental               | Perth        |
| Nova Gales do Sul                 | Sydney       |
| Queensland                        | Brisbane     |
| Tasmânia                          | Hobart       |
| Território da Capital Australiana | Camberra     |
| Território do Norte               | Darwin       |
| Víctoria                          | Melbourne    |

## Financiamento
O ABC é financiado por contribuições diretas do governo australiano, representando aproximadamente 80% do total, e pela venda de direitos de televisão e produtos por meio de sua subsidiária ABC Commercial. Em contrapartida, não pode vender anúncios publicitários e todas as contas devem ser auditadas pelo Australian National Audit Office (Escritório de Auditoria Nacional da Austrália). 
O orçamento da ABC em 2016 foi de AU$ 1,06 milhão (R$ 6,479 milhões), distribuídos em 81% para a produção e 19% para o departamento de distribuição e transmissão.
Em 1932, a ABC era financiada exclusivamente com um imposto direto sobre a propriedade dos aparelhos de rádio (e mais tarde, de televisão). Ao longo dos anos, o governo federal assumiu a maior parte do orçamento, até que em 1973, o imposto direto foi eliminado.

## Serviços

### Rádio

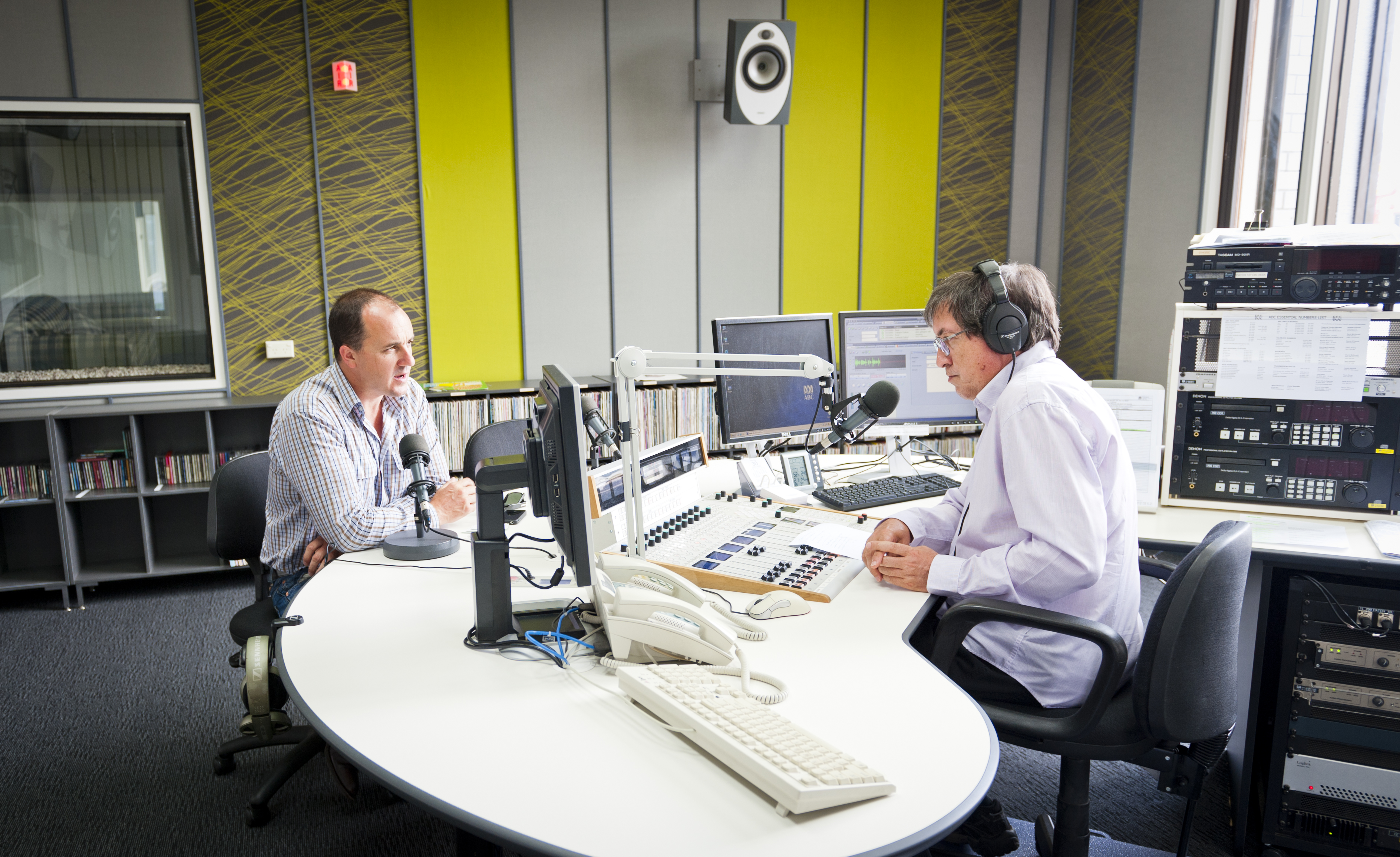
Estúdio de rádio local da ABC Broken Hill, a estação de rádio local da ABC em Broken Hill, Nova Gales do Sul

#### Local
O principal serviço da ABC Radio é sua rede local de 60 estações de rádio, conhecida como ABC Local Radio, que transmitem en FM. A programação de todas as estações é generalista, cada uma com um formato semelhante que consiste em entretenimento leve, notícias, programas de entrevistas, música, esporte e variedades. Pode ser totalmente local, uma retransmissão da programação fornecida pela cabeça da rede ou um serviço comum de diferentes estações locais. No total, são:
- Oito estações locais principais: Sydney (2BL), Melbourne (3LO), Brisbane (4QR), Adelaide (5AN), Perth (6WF), Hobart (7ZR), Canberra (2CN) y Darwin (8DDD).
- 52 estações locais, em proporção à população de cada estado australiano.

#### Nacional
As seguintes estações têm programação nacional e estão disponíveis em FM e DAB.
- Radio National — Estação generalista, transmitindo mais de 60 programas de interesse especial por semana cobrindo uma variedade de tópicos, incluindo música, comédia, literatura, dramas radiofônicos, poesia, ciência, saúde, artes, religião, história social e atualidades .
- ABC Classic — Uma estação de música clássica, anteriormente conhecida como ABC Classic FM. Também toca jazz e world music.
- Triple J — Uma rede de rádio voltada para jovens, com forte foco em música alternativa e independente (especialmente artistas australianos); é voltadaa um público de faixa etária entre 18 e 35 anos.
- ABC NewsRadio — Uma estação de rádio que transmite notícias 24 horas por dia, 7 dias por semana, com atualizações a cada 15 minutos.

As estações a seguir estão disponíveis apenas online ou por plataformas digitais:
- ABC Classic 2 — Radio de música clássica interpretada por artistas australianos.
- Double J — Estação musical, sem locutores.
- Triple J Unearthed — Radio temática dedicada a artistas australianos.
- ABC Country — Estação especializada em música country.
- ABC Jazz — Estação especializada en música jazz.
- ABC Grandstand — Transmite eventos esportivos. Desde novembro de 2020, passou a adotar a marca ABC Sport.[14]
- ABC Extra — Emissora temporária que transmite acontecimentos especiais.
- ABC Kids — Emissora com programação infantil.

### Televisão
A ABC Television opera cinco canais de televisão em quatro frequências:
- ABC TV — Canal geral para todos os públicos sem distinção de idade, transmite comédia, drama, documentários e programas jornalísticos. Em cada estado e território, um telejornal local é exibido às 19 horas, todas as noites.
- ABC TV Plus — Segundo canal geral, voltado para o público de meia-idade. Anteriormente, era chamado de ABC2 (2005-2017) e ABC Comedy (2017-2021). O canal divide espaço aéreo com o bloco de programação ABC Kids das 5h às 19h30.
- ABC Kids — É bloco com programação para crianças em idade pré-escolar, entre 0 a 5 anos. ABC Kids transmite às 5h às 19h30, diariamente, na frequência da ABC TV Plus
- ABC Me — Canal voltado para crianças e jovens entre 6 e 15 anos, foi criado em 2009 como ABC3. É transmitido das 6h00 às 22h00 durante a semana e das 6h00 às 2h00 do dia seguinte nos fins de semana.
- ABC News— um canal de notícias 24 horas, transmite notícias atualizadas a todo momento. Também transmite as sessões do Parlamento da Austrália.

Embora a sede da ABC em Sydney sirva como base para a distribuição de programas em âmbito nacional, a rede ABC Television é composta por oito emissoras estaduais e territoriais, cada uma sediada em sua respectiva capital estadual, que possui seu sinal retransmitido por repetidoras:
- ABN (Sydney)
- ABV (Melbourne)
- ABQ (Brisbane)
- ABS (Adelaide)
- ABW (Perth)
- ABT (Hobart)
- ABC (Canberra)
- ABD (Darwin)

As oito estações da rede oferecem opções de programação local. Além do telejornal noturno das 19h, as emissoras também realizam cobertura das eleições estaduais e, na maioria das áreas, fazem transmissões esportivas ao vivo nas tardes de sábado.

### Internet
O website da ABC é abc.net.au, criado em 1995. A emissora possui um departamento específico, ABC Innovation, que, entre outras tarefas, administra o portal, a hemeroteca digital, um serviço de vídeo sob demanda (ABC iView), o streaming ao vivo do canal, o serviço de podcast, os aplicativos móveis e os projetos de pesquisa e desenvolvimento.

### Internacional

#### Radio Australia
A emissora internacional australiana, fundada em 1939, está disponível via satélite e pela internet. Seu foco de transmissão é o Leste Asiático e as Ilhas do Pacífico, por isso oferece programas em idiomas locais da região como mandarim, indonésio, vietnamita, khmer e tok pisin, além de cursos de inglês. A maior parte de sua programação consiste em programas já veiculados em outras emissoras do grupo.

#### ABC Australia
Ao contrário de outros canais da ABC, o canal de televisão internacional ABC Australia é financiado por publicidade e subsídios diretos do Departamento de Relações Exteriores e Comércio do governo australiano. A programação é voltada para a região da Ásia-Pacífico e é composta por programas já veiculados na ABC, como telejornais, programas jornalísticos, documentários, entretenimento e esportes. O canal ABC Australia começou a transmitir em setembro de 2014; anteriormente era chamado de Australia Television International (1993-2002), ABC Asia Pacific (2002-2006), Australia Network (2006-2014) e Australia Plus (2014-2018).

## Imagem corporativa
O logotipo da ABC é uma curva de Lissajous e deve sua origem aos primeiros dias da televisão na Austrália. Em seus primeiros anos, a ABC TV já utilizava os movimentos harmônicos como um interlúdio entre os programas, mas não possuía um logotipo próprio. A emissora fez um concurso público para a nova imagem e, em 1965, o designer gráfico Bill Kennard apresentou um projeto baseado na representação da curva de Lissajous em um osciloscópio, com as iniciais "ABC" na parte inferior.
A forma atual do logotipo data de 1975: coincidindo com a chegada das transmissões televisão em cores, a ABC deu à curva um traço mais grosso. Em 2001, desta vez devido à estreia da televisão digital terrestre, o logotipo passou a ser tridimensional. Com a renomeação dos canais de televisão ABC, o primeiro canal recuperou sua forma bidimensional em 2014. No entanto, a corporação manteve o logotipo de 2001 a 2018.